# Audi A7
Audi A7 er en bilmodel fra Audi, som kom på markedet i 2010. Modellen er baseret på platformen fra Audi A6, og ligger størrelsesmæssigt mellem den og Audi A8.
Motorerne har alle 6 cylindre, 24 ventiler og direkte indsprøjtning. Det drejer sig om to benzinmotorer på 2,8 og 3,0 liter med henholdsvis 204 og 300 hk, og en TDI-dieselmotor på 3,0 liter med commonrail-indsprøjtning, som fås i tre versioner med 204, 245 og 313hk. 
A7's konkurrenter er hovedsageligt BMW 6-serie Gran Coupé og Mercedes-Benz CLS-klasse.